# Saint-Pierre-du-Champ

Saint-Pierre-du-Champ este o comună în departamentul Haute-Loire, Franța. În 2009 avea o populație de 494 de locuitori.